# Dystrykt Zachodni (Ewangelicki Kościół Augsburskiego Wyznania na Słowacji)

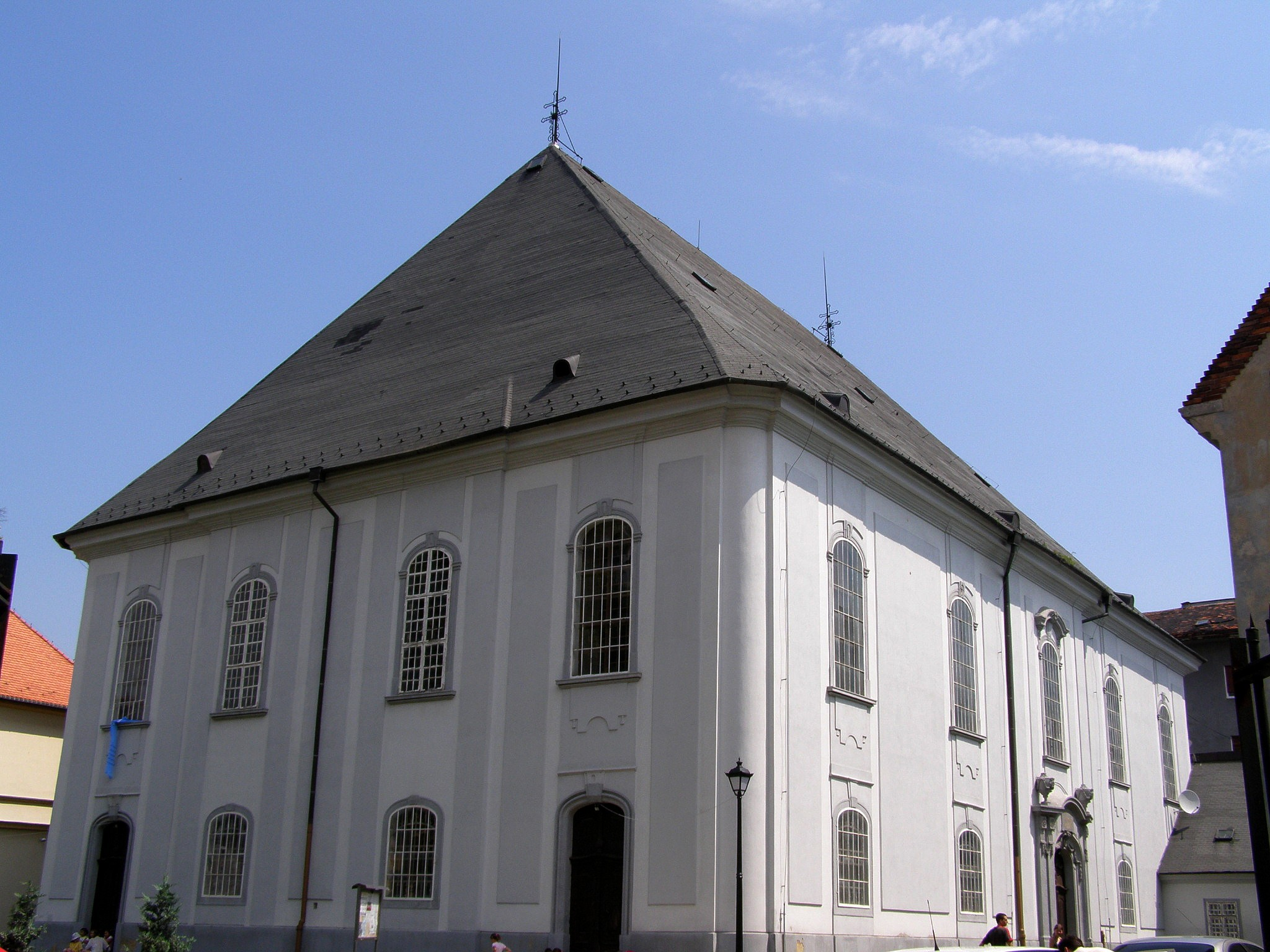
Wielki Kościół w Bratysławie

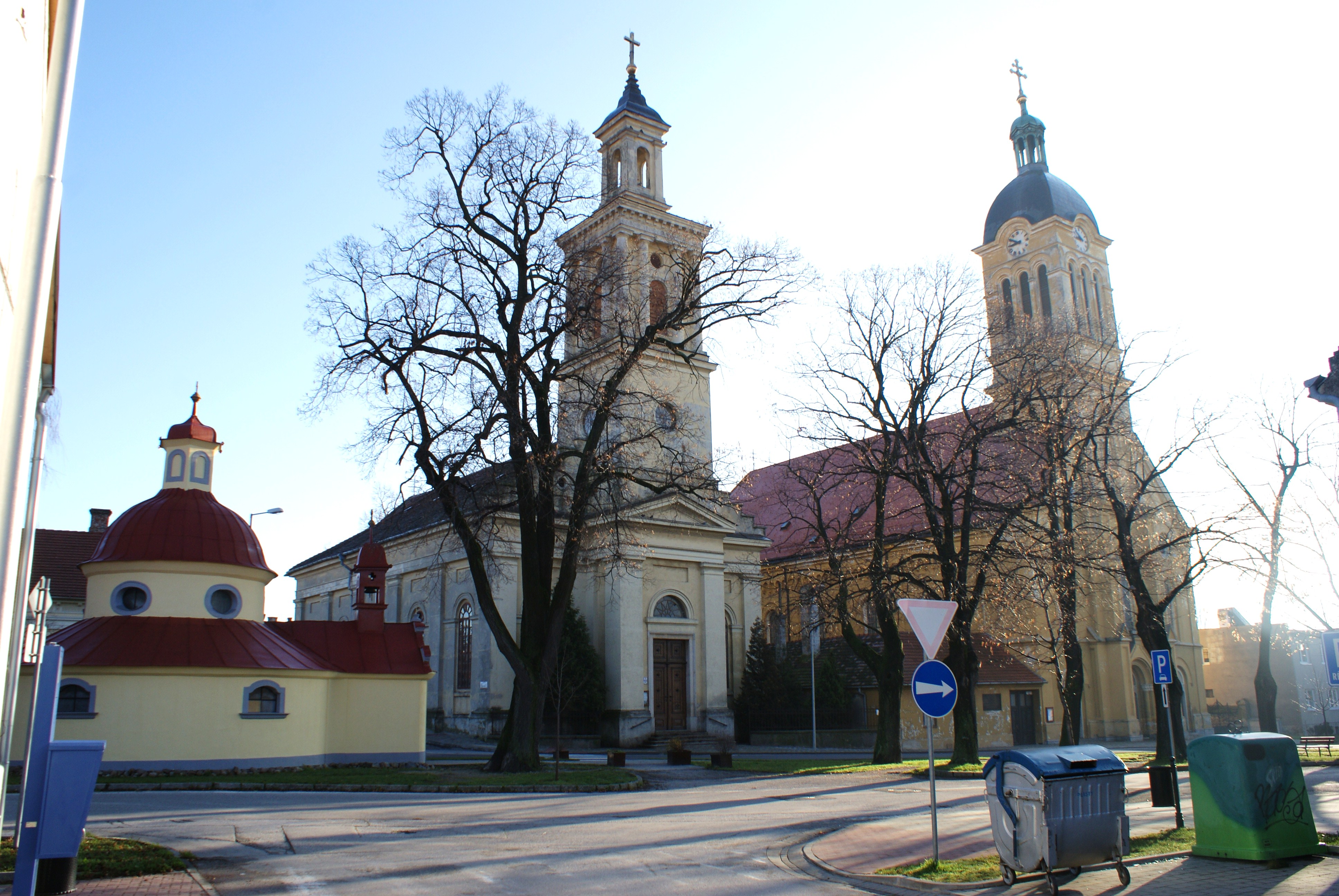
Niemiecki i słowacki kościół ewangelicki w Modrej

Dystrykt Zachodni (pełna nazwa: Dystrykt Zachodni Ewangelickiego Kościoła Augsburskiego Wyznania na Słowacji, słow. Západný dištrikt Evanjelickej cirkvi augsburského vyznania na Slovensku) – dystrykt Kościoła Ewangelickiego Wyznania Augsburskiego na Słowacji z siedzibą w Zwoleniu. Podzielony jest na 8 senioratów.

## Historia
Powstały w 1919 roku Dystrykt Zachodni stał się prawnym następcą zlikwidowanego Dystryktu Przeddunajskiego. Ustawa z 1921 roku powołuje dla dystryktu następujące organy zarządzające: konwent dystryktu, prezbiterstwo dystryktu i prezydenturę dystryktu. Od 1951 liczba organów została zmniejszona do dwóch - prezydentury i rady dystryktu. Po upadku komunizmu rada dystryktu została zlikwidowana i przywrócono organy sprzed 1951 roku.
Pierwsze wybory prezydentury Dystryktu Zachodniego miały miejsce 28 listopada 1922 roku. Biskupem dystryktu został Samuel Zoch, a intendentem stał się Ľudovít Šimko. Pierwsza kościelna konstytucja z roku 1921 definiowała dystrykt jako stowarzyszenie kilku senioratów w celu wspólnego kultywowania życia chrześcijańskiego, edukacji, wspólnych spraw i utrzymania porządku. Przyporządkowanie senioratu do dystryktu było wyłącznym prawem Synodu.
Według pierwszej konstytucji Dystrykt Zachodni tworzyło osiem senioratów z 150 zborami: bratysławski miejski, bratysławski żupny, hontiański, nitrzański novohradzki, tekovski, trenczyński, zwoleński. W 1923 roku zlikwidowano seniorat bratysławski miejski, zanikł też seniorat bratysławski żupny. Na ich miejsce powstały dwa nowe senioraty: bratysławski seniorat słowacko-węgierski i bratysławski seniorat niemiecki. Po 1938 roku nazwę pierwszego zmieniono na bratysławski. Seniorat niemiecki został w 1939 roku na podstawie decyzji Synodu w Liptowskim Mikułaszu odłączony od Kościoła Ewangelickiego Wyznania Augsburskiego na Słowacji i w końcu zamknięty w 1945 roku. W 1942 roku zanikł seniorat tekovski, a jego teren podzielony między senioraty hontiański, zvoleński i trenczyński. W latach 1947–1949 z nowo powstałych zborów utworzonych przez przesiedleńców z Węgier i Rumunii powstał seniorat dunajski. W 1964 roku został zlikwidowany, a na jego miejsce utworzono seniorat dunajsko-nitrzański. W 1953 roku zanikł seniorat trenczyński. Większość jego zborów przeszła do senioratu powaskiego, mniejsza - do turczańskiego (w Dystrykcie Wschodnim). W tym samym roku utworzony został seniorat rimawski ze zborów senioratu malohontskiego i niektórych zborów senioratu gemerskiego.

### Siedziba
Od początku swego istnienia Dystrykt Zachodni miał trzy siedziby: Modrą, Bratysławę i Zwoleń. Na Węgrzech siedziba dystryktu wiązała się z miejscem, gdzie superintendent pracował jako ksiądz. Ta tradycja zachowała się po włączeniu tych terenów do Czechosłowacji. Po powołaniu Dystryktu Zachodniego jego siedzibą stała się Modra, jako że tu od roku 1907 pracował pierwszy biskup dystryktu Samuel Zoch. po jego śmierci w 1928 roku biskupem został Dušan Fajnor, również urzędujący w Modrej. Po wybraniu na urząd biskupa Štefana Osuskégo w 1933 roku siedziba dystryktu przeniesiona została do Bratysławy, gdzie zamieszkiwał do 1952 roku. Trzecią siedzibą został Zwoleń. Siedzibą biskupa stał się reprezentacyjny budynek Słowackiego Towarzystwa Ewangelickiego. Konwent generalny zdecydował o przeniesieniu siedziby do Zwolenia na posiedzeniu w dniu 8 maja 1952 roku.

## Prezydentura dystryktu zachodniego
Ten organ wykonawczy dystryktu tworzą biskup dystryktu i intendent dystryktu. Pierwszą prezydenturę tworzyli biskup Samuel Zoch a Ľudovít Šimko. Od 1922 do czasów obecnych dystrykt miał dziewięciu biskupów, a urząd intendenta dystryktu stanowiło dwóch administratorów i siedmiu intendentów. Do 1993 roku kadencja prezydentur generalnych, dystryktowych i senioralnych nie była ograniczona czasowo, obecnie ograniczono ją do sześciu lat, z możliwością jednokrotnego przedłużenia o kolejne sześć.

## Senioraty
W skład dystryktu wchodzą następujące senioraty:
- Seniorat myjavski (Myjavský seniorát)
- Seniorat bratysławski (Bratislavský seniorát)
- Seniorat powaski (Považský seniorát)
- Seniorat novohradzki (Novohradský seniorát)
- Seniorat rymawski (Rimavský seniorát)
- Seniorat dunajsko-nitrzański (Dunajsko-nitriansky seniorát)
- Seniorat hontianski (Hontiansky seniorát)
- Seniorat zwoleński (Zvolenský seniorát)